# Ewert Janssen
Ewert Janssen (også Effuert, Ewart) (død ca. 1692) var en dansk bygmester i den tidlige barokperiode.
Ewert Janssen, som var af nederlandsk oprindelse, optrådte i slutningen af 1665 og i 1666 på Gjorslev som arkitekt for sin landsmand Joachim Irgens ved opførelsen af borgens moderne trappehus. 1668 blev han af kongen antaget som murermester med en årlig løn af 400 Rdl., og fra denne tid må stamme et signeret projekt til en ombygning af Skanderborg Slot (Det Kgl. Bibliotek). Han blev udnævnt til kgl. bygmester 20. maj 1668 (1669 omtales han af kongen som "Vor Bygmester"), og 2 år senere fulgte udnævnelsen til flådens bygmester på Bremerholm; et hverv, han dog allerede før 1685 måtte afgive til Hans van Steenwinckel den yngste. I begyndelsen af 1690 omtales Janssen som død. Bortset fra trappehuset på Gjorslev og Skanderborgprojektet har man intet pålideligt grundlag til en bedømmelse af Janssens kunstneriske formåen; det står fast, at han har været en af den klassicerende nederlandske baroks tidligste repræsentanter i Danmark, og det forekommer troligt, at han har haft en andel i tilblivelsen af vor tidlige baroks hovedværk, Charlottenborg. Også "herregården" i Larvik er sat i forbindelse med hans navn.
Janssen var gift (før 1670) med Grethe Johansdatter.

## Værker
- Trappebygning til Gjorslevs hovedbygning (1665)
- Ombygningsprojekt til Skanderborg Slot (1668)
- Lystslot i forbindelse med Mølleåen ved Frederiksdal (ca. 1670)
- Ridehus ved Københavns Slot (1669, nedrevet ca. 1740)
- Gjethuset på Kongens Nytorv (1671-73, nedrevet 1872)
- Charlottenborg, Kongens Nytorv (fra 1672, tilskrevet)
- Bro over Frederiksholms Kanal (1682)
- Søkvæsthuset, Kvæsthusgade, København (1684, nedrevet)
- Projekt til Clausholm (ca. 1690)